# Кіша Ленс Боттомс
Кіша Ленс Боттомс (англ. Keisha Lance Bottoms; 18 січня 1970) — американська політикиня і юристка, яка є 60-м і нинішнім мером Атланти, штат Джорджія, на посаду була обрана мером у 2017 році. До того, як стати міською головою, була членом міської ради Атланти, представляючи на посаді частину Південно-Західної Атланти.

## Життєпис
Кіша Ленс Боттомс народилася в Атланті, штат Джорджія, 18 січня 1970 року. Матір — Сильвія Робінсон, батько — співак і автор пісень у стилі R&B Мейджора Ленса. Вона виростала в Атланті.
Боттомс в 1994 здобула диплом магістра правознавства на юридичному факультеті Університету штату Джорджія.
Із 2017 року — мер Атланти, отримала 26 % у першому турі і перемогла у другому турі свою колегу по міській раді Атланти самовисуванку Мері Норвуд.
У червні 2019 року Боттомс оголосила, що підтримуватиме Джо Байдена на праймеріз Демократів на президентських виборів у США 2020. У березні 2020 року Політико повідомила про неї як про можливий вибір віце-президента для Байдена.

## Особисте життя
У жовтні 1994 року Кейша Ланс одружився з Дереком Батомсом в Об'єднаній методистській церкві Бен Хілл в Атланті. Вони познайомилися трьома роками раніше на першому курсі студентами юридичного факультету університету штату Джорджія. Після невдалих спроб зачати біологічно вони усиновили своїх чотирьох дітей: трьох синів та доньку.